# محاكمة

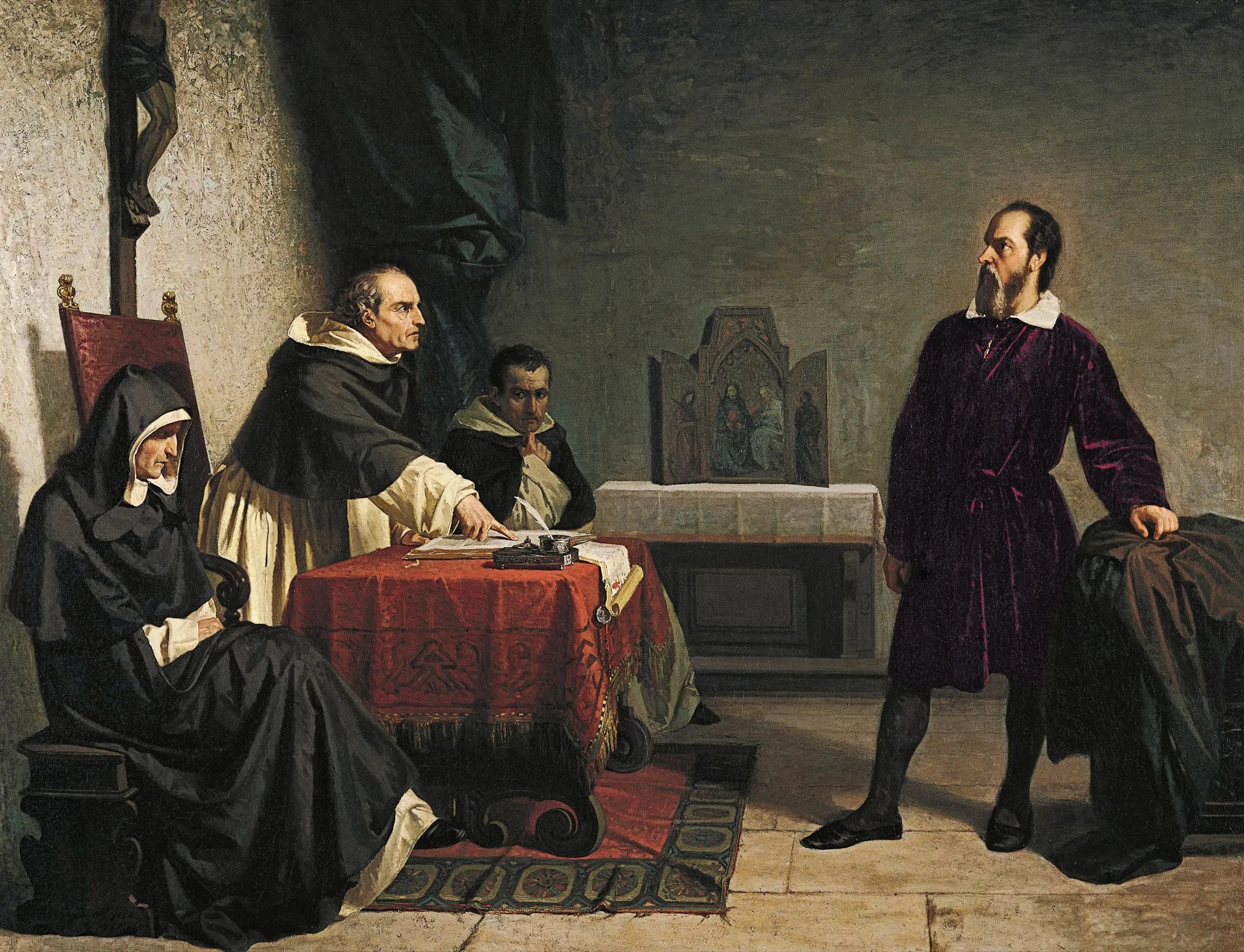
محاكمة الفلكي الإيطالي غاليليو غاليلي أمام الكنيسة في القرن السابع عشر.

المحاكمة في القانون هي اجتماع للحكم بين عددٍ من الأطراف المتخاصمة في شأنٍ ما، لتقديم معلومات على صورة دليل قانوني في جلسة قضائية داخل محكمة، أمام سلطة مسؤولةٍ عن القضاء في الخلافات والنزاعات. وتتولَّى هذه السلطة، سواء كانت قاضياً أو هيئة محلفين أو سلطة أخرى، مهمة البتّ في الخلاف المطروح.